# Пам’ятки архітектури Червоноградського району
Пам’ятки архітектури Червоноградського  району
На території Червоноградського району Львівської області до складу якого увійшли  колишні Сокальський, Радехівський та частини територій Кам’янка-Бузького і Жовківського районів налічується  241 пам’ятка, яка має культурну цінність і внесена до Державного реєстру нерухомих пам’яток України.
Значну кількість пам’яток  складають  пам'ятки архітектури, їх налічується 128 (41- національного та 87- місцевого значення), також є 45 пам’яток історії, 23 пам’ятки монументального мистецтва,  44 пам’ятки археології та одна пам’ятка науки і техніки.  
| Об’єкти культурної спадщини (пам’ятки архітектури) національного значення | Об’єкти культурної спадщини (пам’ятки архітектури) національного значення               | Об’єкти культурної спадщини (пам’ятки архітектури) національного значення | Об’єкти культурної спадщини (пам’ятки архітектури) національного значення | Об’єкти культурної спадщини (пам’ятки архітектури) національного значення |
| ------------------------------------------------------------------------- | --------------------------------------------------------------------------------------- | ------------------------------------------------------------------------- | ------------------------------------------------------------------------- | ------------------------------------------------------------------------- |
| пор.№                                                                     | найменування пам’ятки                                                                   | датування                                                                 | місцезнаходження                                                          | охоронний номер                                                           |
| Белзька територіальна громада                                             |                                                                                         |                                                                           |                                                                           |                                                                           |
| 1                                                                         | Костел Св. Миколая монастиря домініканок (мур.)                                         | 1653р.                                                                    | м. Белз вул.Савенка 3                                                     | 490 /1                                                                    |
| 2                                                                         | Монастирські келії (мур.)                                                               | 1743 р.                                                                   | м. Белз вул. Савенка 3                                                    | 490 /2                                                                    |
| 3                                                                         | Вежа (мур.)                                                                             | 1606 р.                                                                   | м. Белз пл. Лесі Українки                                                 | 491                                                                       |
| 4                                                                         | Церква Св. Параскеви (дер.)                                                             | ХУІІ ст.                                                                  | м. Белз вул.Січових Стрільців 48                                          | 1423 /1                                                                   |
| 5                                                                         | Дзвіниця церкви Св. Параскеви (дер.)                                                    | ХІХ ст.                                                                   | м. Белз вул. Січових Стрільців 48                                         | 1423 /2                                                                   |
| 6                                                                         | Костел Успіння Пресвятої Богородиці (мур.)                                              | 1642 ,1695 р.р.                                                           | м. Угнів, вул.Міцкевича 2а                                                | 492                                                                       |
| 7                                                                         | Церква Св.Косми і Дам’яна                                                               | 1862р.                                                                    | с.Цеблів                                                                  | 2932-ЛВ 130031-Н                                                          |
| Добротвірська територіальна громада                                       |                                                                                         |                                                                           |                                                                           |                                                                           |
| 8                                                                         | Дерев’яна каплиця Святого Димитрія (дер.)                                               | 1750р.                                                                    | с.Старий Добротвір                                                        | 396                                                                       |
| 9                                                                         | Церква Успіння Богородиці з дзвіницею(дер.)                                             | 1881р.                                                                    | с.Тишиця                                                                  | 460 / 1                                                                   |
| 10                                                                        | Дзвіниця церкви Успіння Пресвятої Богородиці (дер.)                                     | 1881р.                                                                    | с.Тишиця                                                                  | 460 / 2                                                                   |
| 11                                                                        | Церква Покрови Пресвятої Богородиці поч. (згоріла у 2015 році)                          | ХХ ст.                                                                    | с.Стриганка                                                               | 2301-м                                                                    |
| Лопатинська територіальна громада                                         |                                                                                         |                                                                           |                                                                           |                                                                           |
| 12                                                                        | Костел Непорочного Зачаття Діви Марії (мур.)                                            | 1772р.                                                                    | смт.Лопатин                                                               | 1402                                                                      |
| 13                                                                        | Церква Пресвятої Трійці (дер.)                                                          | 1760р.                                                                    | с.Трійця                                                                  | 1406/ 1                                                                   |
| 14                                                                        | Дзвіниця церкви Пресвятої Трійці (дер.)                                                 | 1721р.                                                                    | с.Трійця                                                                  | 1406/ 2                                                                   |
| Радехівська територіальна громада                                         |                                                                                         |                                                                           |                                                                           |                                                                           |
| 15                                                                        | Церква Покрови Богородиці (дер.)                                                        | 1724р.                                                                    | с.Вузлове                                                                 | 493/ 1                                                                    |
| 16                                                                        | Дзвіниця ц. Покрови Богородиці (дер.)                                                   | 1724р.                                                                    | с.Вузлове                                                                 | 493/ 2                                                                    |
| 17                                                                        | Церква Преображення Господнього (дер.)                                                  | 1738р.                                                                    | с.Новий Витків (Старий Витків)                                            | 1403                                                                      |
| 18                                                                        | Церква Успіння Пр. Богородиці (дер.)                                                    | 1738р.                                                                    | с.Оглядів,на кладовищі                                                    | 1404/ 1                                                                   |
| 19                                                                        | Дзвіниця церкви Успіння Богородиці (дер.)                                               | 1738р.                                                                    | с.Оглядів (на кладовищі)                                                  | 1404 / 2                                                                  |
| 20                                                                        | Церква Святої Трійці (дер.)                                                             | 1727р.                                                                    | с.Полове, вул..Миру,1                                                     | 1405                                                                      |
| 21                                                                        | Дзвіниця церкви Святої Трійці (дер.)                                                    | 1786р.                                                                    | с.Полове, вул..Миру,1                                                     | 1405                                                                      |
| 22                                                                        | Церква Різдва Пресвятої Богородиці (дер.)                                               | 1700р.                                                                    | с.Радванці                                                                | 496                                                                       |
| 23                                                                        | Дзвіниця церкви Різдва Пресвятої Богородиці (дер.)                                      | 1849р.                                                                    | с.Радванці                                                                | 496                                                                       |
| Сокальська територіальна громада                                          |                                                                                         |                                                                           |                                                                           |                                                                           |
| 24                                                                        | Церква Св.Миколая (мур.)                                                                | п.п.ХУ1ст.                                                                | м.Сокаль - міський парк                                                   | 489                                                                       |
| 25                                                                        | Костел Пресвятої Богородиці і келії монастиря Бернардинів (мур.)                        | 1604 –1619р.р.                                                            | смт.Жвирка, вул. Набережна                                                | 488                                                                       |
| 26                                                                        | Келії монастиря Бернардинів (мур.)                                                      | 1604 – 1619р.р.                                                           | смт.Жвирка, вул. Набережна                                                | 488 /2                                                                    |
| 27                                                                        | Брама монастиря Бернардинів (мур.)                                                      | ХУІ1 –ХУІІ1ст.                                                            | смт.Жвирка, вул. Набережна                                                | 488 /3                                                                    |
| 28                                                                        | Церква Св. Миколи (дер.)                                                                | 1782 р.                                                                   | с. Княже                                                                  | 494                                                                       |
| 29                                                                        | Дзвіниця церкви Св. Миколи (дер.)                                                       | 1782 р.                                                                   | с.Княже                                                                   | 494 /2                                                                    |
| 30                                                                        | Костел Св. Марка (мур.)                                                                 | 1688- 1693                                                                | с. Варяж                                                                  | 495                                                                       |
| 31                                                                        | Палац Потоцьких (мур.)                                                                  | к.ХІХ ст.                                                                 | с.Тартаків вул.Шевченка,2а                                                | 1424 /1                                                                   |
| 32                                                                        | Флігель (мур.)                                                                          | к.ХІХ ст.                                                                 | с.Тартаків вул.Шевченка,2а                                                | 1424 /2                                                                   |
| 33                                                                        | Мури замку                                                                              | ХУІІ ст.                                                                  | с.Тартаків вул.Шевченка,2а                                                | 1424 /3                                                                   |
| 34                                                                        | Церква Св. Івана Богослова (дер.)                                                       | 1782 р.                                                                   | с. Фусів                                                                  | 497 /1                                                                    |
| 35                                                                        | Дзвіниця Церкви Св.Івана Богослова(дер.)                                                | 1782р.                                                                    | с.Фусів                                                                   | 497 /2                                                                    |
| Червоноградська територіальна громада                                     |                                                                                         |                                                                           |                                                                           |                                                                           |
| 36                                                                        | Палац Потоцьких                                                                         | 1756—1762 роки                                                            | м. Червоноград, вул.Пушкіна,10                                            | 130032-Н (544 –м)                                                         |
| 37                                                                        | Церква св.Юрія монастиря василіян (мур.)                                                | 1771 –1776р.р.                                                            | м.Червоноград вул. Б.Хмельницького,21                                     | 1335 /1                                                                   |
| 38                                                                        | Монастирські келії (мур.)                                                               | 1771 –1776р.р.                                                            | м.Червоноград вул. Б.Хмельницького,21                                     | 1335 /2                                                                   |
| 39                                                                        | Костел Св.Духа монастиря бернардинців (мур.)                                            | п.ХУ111ст. –1760р.                                                        | м.Червоноград вул. Б.Хмельницького,21                                     | 1336 /1                                                                   |
| 40                                                                        | Монастирські келії (мур.)                                                               | 1747 –1776р.р.                                                            | м.Червоноград вул. Б.Хмельницького,21                                     | 1336 /2                                                                   |
| 41                                                                        | Мури                                                                                    | 1767 р.                                                                   | м.Червоноград вул. Б.Хмельницького,21                                     | 1336 /3                                                                   |
| Об’єкти культурної спадщини (пам’ятки архітектури) місцевого значення     |                                                                                         |                                                                           |                                                                           |                                                                           |
| пор.№                                                                     | найменування пам’ятки                                                                   | датування                                                                 | місцезнаходження                                                          | охоронний номер                                                           |
| Белзька територіальна громада                                             |                                                                                         |                                                                           |                                                                           |                                                                           |
| 1                                                                         | Комплекс сакральних споруд урочища Замочок                                              |                                                                           | м.Белз вул.Грушевського                                                   | 2954-ЛВ                                                                   |
| 2                                                                         | Комплекс монастиря отців Домініканів                                                    |                                                                           | м.Белз, вул.Савенка,1                                                     | №2955-ЛВ                                                                  |
| 3                                                                         | Вежа-дзвіниця                                                                           | XVII – XVIII ст.                                                          | м.Белз, пл. України, 1                                                    | 2955/5-Лв                                                                 |
| 4                                                                         | Церква Св.Дмитрія /дер./                                                                | 1683р.                                                                    | с.Ванів                                                                   | 1477-м                                                                    |
| 5                                                                         | Церква Святих Косми і Дем’яна (згоріла)                                                 | 1885р.                                                                    | с.Корчів                                                                  | 1974-м                                                                    |
| 6                                                                         | Церква Св.Параскеви (дерев’яної) та дзвіниця церкви Св.Параскеви (дерев’яної)           | Х1Хст.                                                                    | с.Тяглів                                                                  | 1980-м                                                                    |
| 7                                                                         | Церква Різдва Богородиці 1841р. (дерев’яної) і дзвіниці церкви Різдва Богородиці 1906р. | 1841р.                                                                    | с.Хлівчани                                                                | 509-м                                                                     |
| 8                                                                         | Церква Різдва Пр.Богородиці /мур./ 1797р.                                               | 1797, 1857,1893                                                           | м.Угнів, вул.Валова,7                                                     | 2944/1 ЛВ                                                                 |
| 9                                                                         | Дзвіниця церкви Різдва Пр. Богородиці /дер./                                            | 1860                                                                      | м.Угнів, вул.Валова,7                                                     | 2944/2 ЛВ                                                                 |
| 10                                                                        | Церква Воскресіння Господнього /дер./                                                   | 1870                                                                      | с.Жужеляни                                                                | 2957-ЛВ                                                                   |
| 11                                                                        | Церква Перенесення мощів Св.Стефана /дер./ 1880р.                                       | 1880                                                                      | с.Заболоття                                                               | 2958-ЛВ                                                                   |
| 12                                                                        | Церква Воздвиження Чесного Хреста/дер./ 1878р.                                          | 1878р.                                                                    | с.Низи                                                                    | 2959-ЛВ                                                                   |
| Великомостівська територіальна громада                                    |                                                                                         |                                                                           |                                                                           |                                                                           |
| 13                                                                        | Каплиця Святого Юрія                                                                    | 1875р.                                                                    | с.Бутини                                                                  | 1476-м                                                                    |
| 14                                                                        | Церква Преображення Господнього /дер./                                                  | 1884р.                                                                    | с.Двірці                                                                  | 1479-м                                                                    |
| 15                                                                        | Синагога                                                                                | поч.ХХст.                                                                 | м.Мости Великі                                                            | 2379-м                                                                    |
| 16                                                                        | Церква Святого Архистратига Михаїла                                                     | 1882р.                                                                    | с.Пристань                                                                | 1483-м                                                                    |
| 17                                                                        | Церква Св. Трійці 1842р. (дерев’яної) і дзвіниці церкви Св. Трійці 1898р. (дерев’яної)  | 1842р.                                                                    | с.Реклинець                                                               | 1484-м                                                                    |
| 18                                                                        | Церква Покрови Пресвятої Богородиці /дер./ (згоріла у 2011 році)                        | 1864р.                                                                    | с.Стремінь                                                                | 1979-м                                                                    |
| 19                                                                        | Церква Св. арх. Михаїла (дер.)                                                          | 1810 р. (1836р.)                                                          | с. Боянець                                                                | 2276-М                                                                    |
| Добротвірська територіальна громада                                       |                                                                                         |                                                                           |                                                                           |                                                                           |
| 20                                                                        | Церква Св. Параскеви з дзвіницею (дер.)                                                 | 1878 р.                                                                   | с. Незнанів                                                               | 1921/1-М                                                                  |
| 21                                                                        | Дзвіниця ц-ви Св. вмч. Параскеви (дер.)                                                 | 1878 р.                                                                   | с. Незнанів                                                               | 1921/2-М                                                                  |
| 22                                                                        | Церква Собору Пресвятої Богородиці (дер.)                                               | 1728 р.                                                                   | с. Полонична                                                              | 460/1-М                                                                   |
| 23                                                                        | Дзвіниця ц-ви Собору Пресвятої Богородиці (дер.)                                        | 1728 р.                                                                   | с. Полонична                                                              | 460/2-М                                                                   |
| 24                                                                        | Церква Покрови Пр. Богородиці                                                           | поч.ХХ ст.                                                                | с. Стриганка                                                              | 2301-М                                                                    |
| Лопатинська територіальна громада                                         |                                                                                         |                                                                           |                                                                           |                                                                           |
| 25                                                                        | Церква Св. арх. Михаїла (дер.)                                                          | 1868р.                                                                    | с.Завидче                                                                 | 1952-М                                                                    |
| 26                                                                        | Церква Успення Пр. Богородиці                                                           | 1774р.                                                                    | смт. Лопатин                                                              | 1473/1-М                                                                  |
| 27                                                                        | Дзвіниця церкви Успення Пресвятої Богородиці                                            | 1774р.                                                                    | смт. Лопатин                                                              | 1473/2-М                                                                  |
| 28                                                                        | Церква Святої Параскеви (дер.)                                                          | 1869р.                                                                    | с.Миколаїв                                                                | 1956-М                                                                    |
| 29                                                                        | Церква Св. Миколая (дер.)                                                               | 1878р.                                                                    | с.Нивиці                                                                  | 1955-М                                                                    |
| Радехівська територіальна громада                                         |                                                                                         |                                                                           |                                                                           |                                                                           |
| 30                                                                        | Житловий будинок                                                                        | 1920р.                                                                    | м.Радехів вул. Відродження, 2                                             | 2368-М                                                                    |
| 31                                                                        | Народний дім                                                                            | 1912р.                                                                    | м.Радехів, вул. Львівська, 12                                             | 2366-М                                                                    |
| 32                                                                        | Житловий будинок                                                                        | 1914р.                                                                    | м.Радехів, вул. Л. Українки, 7                                            | 2369-М                                                                    |
| 33                                                                        | Будинок міської ради (Житловий будинок)                                                 | 1910р.                                                                    | м.Радехів, вул. І. Франка, 2                                              | 2367-М                                                                    |
| 34                                                                        | Синагога                                                                                | 1 пол. ХІХ (1868)                                                         | м.Радехів, вул. Б.Хмельницького                                           | 2365-М                                                                    |
| 35                                                                        | Церква Св. вмч. Дмитрія                                                                 | 1830р.                                                                    | с. Гоголів                                                                | 1951-М                                                                    |
| 36                                                                        | Церква Воздвиження Чесного Хреста                                                       | 1787р.                                                                    | с.Дмитрів                                                                 | 1471/1-М                                                                  |
| 37                                                                        | Дзвіниця церкви Воздвиження Чесного Хреста                                              | 1787р.                                                                    | с.Дмитрів                                                                 | 1471/2-М                                                                  |
| 38                                                                        | Церква Успення Пресвятої Богородиці (дер.)                                              | 1821р.                                                                    | с.Корчин, вул..Зелена                                                     | 1472/1-М                                                                  |
| 39                                                                        | Дзвіниця церкви Успення Пресвятої Богородиці                                            | 1821р.                                                                    | с.Корчин, вул..Зелена                                                     | 1472/2-М                                                                  |
| 40                                                                        | Церква Різдва Пресвятої Богородиці                                                      | 1756р.                                                                    | с.Криве                                                                   | 2370-М                                                                    |
| 41                                                                        | Церква Св. Параскеви (дер.)                                                             | 1774р.                                                                    | с.Монастирок Оглядівський                                                 | 493/1-М                                                                   |
| 42                                                                        | Дзвіниця церкви Св. Параскеви (дер.)                                                    | 1774р.                                                                    | с.Монастирок Оглядівський                                                 | 493/2-М                                                                   |
| 43                                                                        | Церква Введення в Храм Пресвятої Богородиці (дер.)                                      | 1862р.                                                                    | с.Мукані                                                                  | 1863/1-М                                                                  |
| 44                                                                        | Дзвіниця церкви Введення в Храм Пресвятої Богородиці (дер.)                             | 1862р.                                                                    | с.Мукані                                                                  | 1863/2-М                                                                  |
| 45                                                                        | Церква Святого Великомученика Димитрія Солунського (Воскресіння Господнього) (дер.)     | 1867р                                                                     | с.Немилів                                                                 | 1954-М                                                                    |
| 46                                                                        | Церква Різдва Пресвятої Богородиці (дер.)                                               | 1828р.                                                                    | с.Нестаничі                                                               | 1474/1-М                                                                  |
| 47                                                                        | Дзвіниця церкви Різдва Пресвятої Богородиці                                             | 1828р.                                                                    | с.Нестаничі                                                               | 1474/2-М                                                                  |
| 48                                                                        | Церква Св. арх. Михаїла (дер.)                                                          | 1802р.                                                                    | с.Оглядів                                                                 | 798/1-М                                                                   |
| 49                                                                        | Дзвіниця церкви Св. арх. Михаїла (дер.)                                                 | 1802р.                                                                    | с.Оглядів                                                                 | 798/2-М                                                                   |
| 50                                                                        | Церква Святої Великомучениці Параскеви                                                  | 1875р.                                                                    | с.Опліцько                                                                | 2371-М                                                                    |
| 51                                                                        | Церква Св.ап. Петра і Павла (дер.)                                                      | 1868р.                                                                    | с.Павлів                                                                  | 1474/1-М                                                                  |
| 52                                                                        | Дзвіниця церкви Св.ап. Петра і Павла (дер.)                                             | 1868р.                                                                    | с.Павлів                                                                  | 1474/2-М                                                                  |
| 53                                                                        | Церква Покрови Пресвятої Богородиці (дер.)                                              | 1854р.                                                                    | с.Синьків                                                                 | 2372-М                                                                    |
| 54                                                                        | Церква Непорочного Зачаття пресвятої Богородиці (Церква Св. Анни) (дер.)                | 1801р.                                                                    | с.Середпільці                                                             | 1957-М                                                                    |
| 55                                                                        | Церква Святого Симеона Стовпника(дер)                                                   | 1700р.                                                                    | с.Сушно                                                                   | 494/1-М                                                                   |
| 56                                                                        | Церква Покрови Пресвятої Богородиці                                                     | 1812р.                                                                    | с.Торки, вул..Миру                                                        | 1958-М                                                                    |
| 57                                                                        | Церква Святого Архістратига Михаїла (дер.)                                              | 1756р.                                                                    | с.Яструбичі, вул..Зелена                                                  | 2372-М                                                                    |
| Сокальська територіальна громада                                          |                                                                                         |                                                                           |                                                                           |                                                                           |
| 58                                                                        | Громадський (житловий) будинок 1905р.                                                   | 1905 р.                                                                   | м. Сокаль вул.Міцкевича, ,5                                               | 1969- м                                                                   |
| 59                                                                        | Заїжджий двір (будинок суду)                                                            | 2-га пол. ХІХст.                                                          | м. Сокаль вул.Січових Стрільців,19                                        | 1970-м                                                                    |
| 60                                                                        | Будинок інтернату (будинок гімназії /мур./                                              | 1910р.                                                                    | м.Сокаль,вул.Тартаківська, 10                                             | 1963-м                                                                    |
| 61                                                                        | Громадський будинок (Бурса)/мур./                                                       | п.ХХст.                                                                   | м.Сокаль,вул.Б.Хмельницького,26                                           | 1971-м                                                                    |
| 62                                                                        | Вежа, оборонні мури монастиря бригіток /мур./                                           | 1611р.                                                                    | м.Сокаль,вул.Б.Хмельницького,74                                           | 1972-м                                                                    |
| 63                                                                        | Церква Архистратига Михаїла 1778-1835р.р.                                               | XVIII-ХІХст.                                                              | м.Сокаль, вул.Б.Хмельницького,17                                          | 17 -м                                                                     |
| 64                                                                        | Громадський будинок (Житловий будинок /мур./                                            | ХІХст.                                                                    | м. Сокаль вул.Шептицького,42                                              | 1961-м                                                                    |
| 65                                                                        | Гімназія /мур./                                                                         | 1911р.                                                                    | м. Сокаль вул.Шептицького,88                                              | 1962-м                                                                    |
| 66                                                                        | Громадський будинок (Житловий будинок) /мур./                                           | 1-а пол.ХХст.                                                             | м. Сокаль вул.Шептицького,89                                              | 1963-м                                                                    |
| 67                                                                        | Церква Св. Апостолів Петра і Павла /мур./                                               | 1909р.                                                                    | м. Сокаль вул.Шептицького,103                                             | 1964-м                                                                    |
| 68                                                                        | Житловий будинок /мур./                                                                 | ХІХст.                                                                    | м. Сокаль вул.Шептицького,119                                             | 1965-м                                                                    |
| 69                                                                        | Житловий будинок /мур./                                                                 | ХІХст.                                                                    | м. Сокаль вул.Шептицького,121                                             | 1966-м                                                                    |
| 70                                                                        | Житловий будинок /мур./                                                                 | Х1Х                                                                       | м. Сокаль вул.Шептицького,133                                             | 1967-м                                                                    |
| 71                                                                        | Будинок прокуратури (Житловий будинок) /мур./                                           | Х1Хст.                                                                    | м. Сокаль вул.Шептицького,157                                             | 1968-м                                                                    |
| 72                                                                        | Церква Св. архангела Михаїла /дер./                                                     | ХІХст.                                                                    | с.Бодячів                                                                 | 2380-м                                                                    |
| 73                                                                        | Церква Воздвиження Чесного Хреста /дер./                                                | 1867р.                                                                    | с.Горбків                                                                 | 1478-м                                                                    |
| 74                                                                        | Церква Св.Миколая /дер./ (згоріла у 2011 році)                                          | 1760р.                                                                    | с.Залижня                                                                 | 1480-м                                                                    |
| 75                                                                        | Церква Введення в храм Пресвятої Богородиці                                             | 1849р.                                                                    | с.Зубків                                                                  | 1973-м                                                                    |
| 76                                                                        | Церква Святого Юрія                                                                     | 1874р.                                                                    | с.Лещатів                                                                 | 1975-м                                                                    |
| 77                                                                        | Церква Св.Бориса і Гліба                                                                | 1842-1847рр.                                                              | с.Лучиці                                                                  | 1481-м                                                                    |
| 78                                                                        | Церква Святого Архистратига Михаїла /дер./                                              | 1738р.                                                                    | с.Перв’ятичі                                                              | 2381-м                                                                    |
| 79                                                                        | Церква Воздвиження Чесного Хреста /дер./                                                | 1865р.                                                                    | с.Переспа                                                                 | 1482-м                                                                    |
| 80                                                                        | Церква Покрови Пресвятої Богородиці /дер./ (згоріла )                                   | 1864р.                                                                    | с.Свитязів                                                                | 1977-м                                                                    |
| 81                                                                        | Церква Св.Йосафата                                                                      | 1867-1871рр.                                                              | с.Спасів                                                                  | 1978-м                                                                    |
| 82                                                                        | Церква Св.Преображення Господнього /дер./1778                                           | 1778р.                                                                    | с.Волиця                                                                  | 510-м                                                                     |
| 83                                                                        | Церква Покрови Пресвятої Богородиці                                                     | 1862р.                                                                    | с.Шарпанці                                                                | 1981-м                                                                    |
| 84                                                                        | Церква перенесення мощей Св.Миколая /дер./.                                             | 1910р                                                                     | с.Бояничі                                                                 | 2970-Лв                                                                   |
| 85                                                                        | Церква Св.Арх. Михаїла /дер./                                                           | 1883р.                                                                    | с.Гатківка                                                                | 2971-Лв                                                                   |
| 86                                                                        | Церква Воздвиження Чесного Хреста і Дзвіниця /дер./                                     | 1768р.                                                                    | с.Лубнівка                                                                | 2968-Лв                                                                   |
| Червоноградська територіальна громада                                     |                                                                                         |                                                                           |                                                                           |                                                                           |
| 87                                                                        | Церква Василія Великого, 1886р. /дер./                                                  | ХVI ст.                                                                   | с.Межиріччя                                                               | 1976-м                                                                    |